# 홍혜지
홍혜지(1996년 8월 25일~)는 대한민국의 축구 선수이다. 포지션은 수비수로 현재 WK리그 현대제철 레드엔젤스와 대한민국 대표팀 소속으로 활동하고 있다.